# Herrschaft Zossen

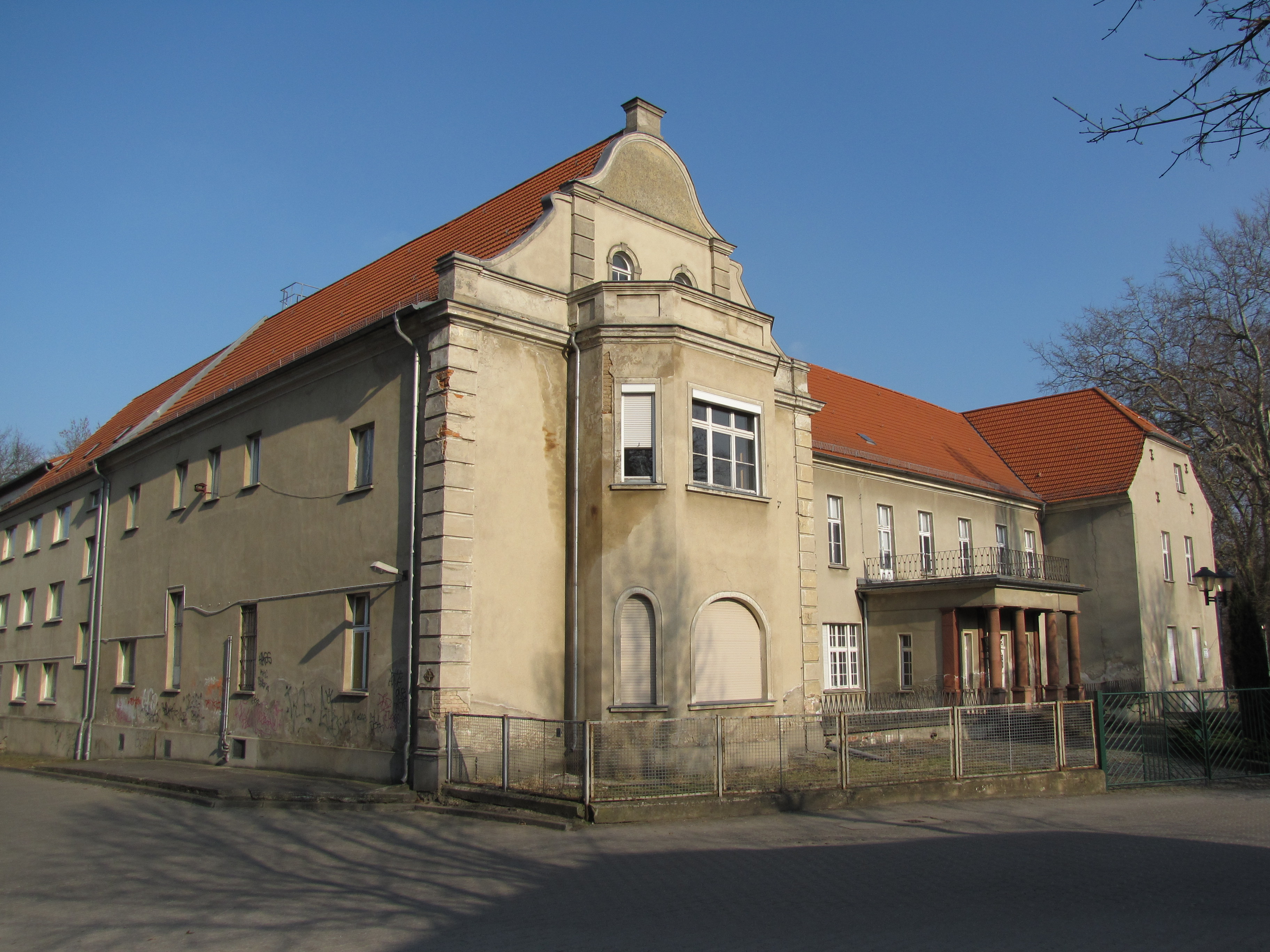
Schloss Zossen, ungefähr an der Stelle der früheren Burg Zossen

Die Herrschaft Zossen war eine mittelalterliche Adelsherrschaft im heutigen Bundesland Brandenburg. Die eigenständige Geschichte der Herrschaft wird in der Mitte des 14. Jahrhunderts urkundlich fassbar, als die Familie v. Torgow als die Herren von Zossen genannt werden, und endet bereits 1490 mit dem Kauf der Herrschaft durch den Markgrafen von Brandenburg. Zur Herrschaft Zossen gehörten ursprünglich ungefähr 30 Dörfer und das Städtchen Zossen (1583: 26 Dörfer) mit einer Fläche von ca. 370 km². Die Zugehörigkeit der Herrschaft war in der Mitte des 14. Jahrhunderts zwischen der Mark Brandenburg und der Mark Lausitz umstritten. 1375 führt sie das Landbuch Karls IV. als zur Mark Brandenburg gehörig auf. Nur wenig später legte sie der Kaiser zur Niederlausitz. Mit dem Kauf der Herrschaft 1490 durch Brandenburg wurde sie de facto jedoch an die Mark Brandenburg angeschlossen. Aber auch nach dem Erwerb der Herrschaft Zossen durch die brandenburgischen Markgrafen blieb die Herrschaft Zossen formal ein Land der Böhmischen Krone (bis 1742). Sie blieb als administrative Einheit Amt Zossen (ab 1491) im Wesentlichen bis in das 19. Jahrhundert hinein bestehen. Im Laufe des 17. Jahrhunderts war das Amt Zossen dem Kreis Teltow („Teltowischer Creis“) zugeschlagen worden. Das frühere Amt Zossen war auch der Kern des 1952 nach der Zerschlagung des alten Kreises Teltow gebildeten Kreises Zossen, der 1993 bei der Kreisreform im Land Brandenburg im Landkreis Teltow-Fläming aufging.

## Lage und Geologie
Die frühere Herrschaft Zossen liegt mit ihrem Zentrum, der Stadt Zossen ca. 18 km südlich der Berliner Stadtgrenze (Luftlinie). Im Osten grenzte sie historisch an die frühere Adelsherrschaft Teupitz (später Teupitz-Wusterhausen), im Norden an die markbrandenburgische Landschaft des (Hohen-)Teltow, im Westen an die Vogteien Saarmund und Trebbin, im Südwesten zu einem sehr kleinen Teil an das Erzstift Magdeburg und im Süden an die Herrschaft Baruth.

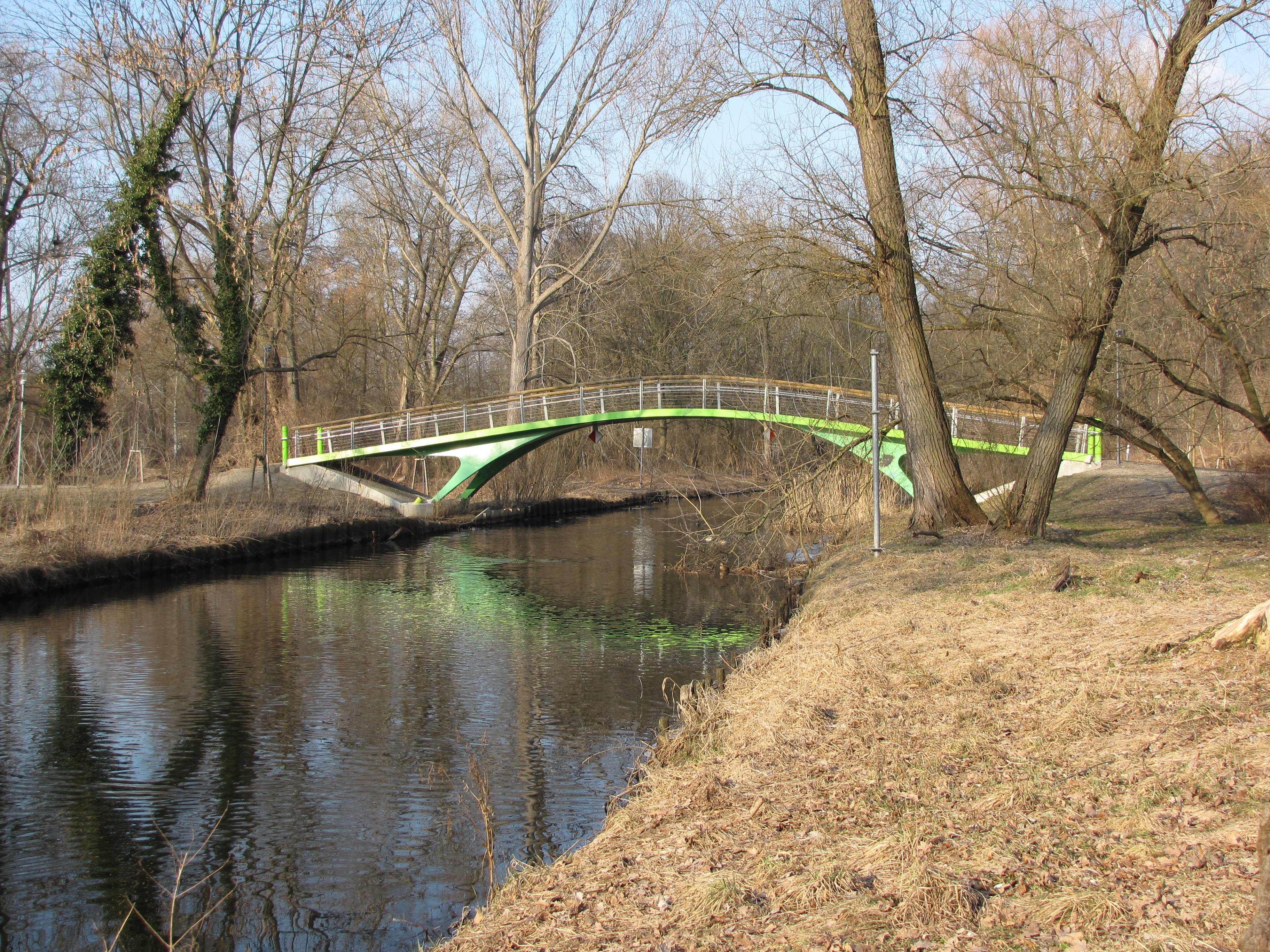
Notte, heute Notte-Kanal bei Zossen

Die Herrschaft Zossen bestand aus einer durch die letzte Vereisung stark gegliederten Landschaft. Der Nordwesten wird von einer größeren Grundmoränenplatte gebildet, in die sich jedoch mehrere tiefe Buchten vorschieben. Auch im Südwesten befindet sich eine kleinere Grundmoränenplatte. Das Zentrum, der Süden und Osten besteht dagegen aus stark gegliederten Niederungen und Talsandinseln. Die Nordgrenze wird durch eine Niederung gebildet (Notte-Niederung), die zwischen und annähernd parallel zum Baruther und Berliner Urstromtal verläuft. Eine Besonderheit bildet der Sperenberger Gipsberg, ein zur Oberfläche durchgebrochener Salz-Diapir, der insbesondere Gips aus dem Zechstein an die Erdoberfläche transportiert hat.

## Grenzen und Umfang
Die Nordgrenze der Herrschaft verlief entlang der Nordgrenzen der Gemarkungen Groß Schulzendorf (Stadt Ludwigsfelde), Glienick (heute Stadt Zossen), Dabendorf (Stadt Zossen) und Telz (heute Ortsteile der Stadt Mittenwalde), entlang der Ostgrenzen der Gemarkungen Schöneiche (Stadt Zossen), Kallinchen (Stadt Zossen), Motzen (Stadt Mittenwalde), Töpchin (Mittenwalde), Zehrensdorf (Gemarkung ist Teil der Gemarkung von Wünsdorf, einem Ortsteil von Zossen), entlang der Südgrenzen der Gemarkungen, Jachzenbrück (heute Lindenbrück, Ortsteil von Zossen), Kummersdorf (heute Kummersdorf-Gut und Kummersdorf-Alexanderdorf, Ortsteil von Am Mellensee), Schöneweide (heute Ortsteil von Nuthe-Urstromtal), den Westgrenzen der Gemarkungen Lüdersdorf, Christinendorf, Wilmersdorf (heute Märkisch Wilmersdorf) und Wietstock (heute Stadt Ludwigsfelde).
Ursprünglich gehörten zur Herrschaft etwa 30 Dörfer. Der Umfang schwankte jedoch im Verlauf der Geschichte, da einige Dörfer im Mittelalter evtl. wüst fielen und später als Vorwerke wieder aufgebaut wurden. Bei einigen später errichteten Vorwerken ist aber eine mittelalterliche Vorgängersiedlung nicht sicher nachgewiesen (z. B. Kummersdorf, Sorge, Wolziger Mühle). Einige Dörfer kamen im Verlauf der Geschichte zur Herrschaft hinzu (z. B. Gallun), andere gingen verloren (z. B. Märkisch Wilmersdorf). Die Herren von Zossen waren außerdem mit einigen Gütern im Teltow belehnt (sog. „brandenburgische Lehen“), die jedoch nicht zur Herrschaft Zossen s. str. gehörten (Damsdorf, Kerzendorf, Genshagen, Kleinbeeren, Löwenbruch, Wierichsdorf (heute wüst; Feldmark bei Ragow), Steglitz, Teile von Rangsdorf, das Holz Lomen und der Rangsdorfer See). Auch im Süden der Herrschaft hatten sie Besitz in Dörfern außerhalb der eigentlichen Herrschaft, so z. B. in Gottow (heute Gemeinde Nuthe-Urstromtal), in Lichterfelde (Gemeinde Niederer Fläming) und der Gemeinde Ihlow (um 1478).
Zugehörige Dörfer (mit Hufenzahlen nach dem Erbregister von 1583):
- Christinendorf (40 Hufen, 1624: 38 Hufen)
- Dabendorf (10 Hufen)
- Dergischow (1937 in Horstfelde umbenannt) (24 Hufen)
- Funkenmühle (erst 1583)
- Gadsdorf (10 Hufen)
- Glienick (60 Hufen)
- Jachzenbrück (1937: Lindenbrück) (10 Hufen)
- Kallinchen (bis 1729, danach Herrschaft Königs Wusterhausen) (15 Hufen)
- Klausdorf (12 Hufen)
- Kummersdorf (jetzt Kummersdorf-Gut und Kummersdorf-Alexanderdorf) (erst 1583 neu aufgebaut) (ma. Vorgängersiedlung?)
- Lüdersdorf (40 Hufen)
- Mellen (1930: Mellensee) (12 Hufen)
- Motzen (32 Hufen)
- Nächst- und Fernneuendorf (Fern-N.: 12 Hufen, Nächst-N.: 12 Hufen)
- Nunsdorf (43 Hufen)
- Rehagen (12 Hufen)
- Saalow (15 Hufen)
- Schöneiche (17 Hufen)
- Schöneweide (14 Hufen)
- Schulzendorf (heute Groß Schulzendorf) (40 Hufen)
- Sperenberg (25 Hufen) (Burg!)
- Telz (17 Hufen)
- Töpchin (16 Hufen)
- Werben (heute Gemeindeteil von Glienick)
- Wietstock (46 Hufen, festes Haus!)
- Wilmersdorf (später Märkisch Wilmersdorf genannt), später Adelssitz und nicht mehr zur Herrschaft gehörig, 1704: 25 Hufen
- Fern-Wünsdorf und Nächst-Wünsdorf (heute Wünsdorf, Ortsteil von Zossen)
- Neuhof mit Wolziger Mühle (ma. Vorgängersiedlung?) (heute Gemeindeteil von Wünsdorf, Ortsteil von Zossen)
- Zehrensdorf (in den 1930er Jahren geräumt, Gemarkung heute zu Wünsdorf) (16 Hufen)
- Stadt Zossen und Kietz vor Zossen (40 Hufen)

Um 1600 wurde auch Gallun (heute Stadt Mittenwalde) zur Herrschaft gerechnet, die Bauern hatte Dienste zur Burg und Arbeiten an Dämmen und Wegen in der Herrschaft zu leisten. Allerdings gehörte es nicht direkt zur Herrschaft Zossen, sondern war im Besitz einer in Zossen ansässigen Adelsfamilie. 1624 hatte es 20 bäuerliche Hufen und 4 Ritterhufen.
Der kleine Fluss Notte, der an Zossen vorbeifließt, teilte die Herrschaft in eine linke, „obere“ Hälfte und in eine rechte, „untere“ Hälfte. Noch im 17. Jahrhundert war die „obere“ Hälfte überwiegend deutschsprachig, die „untere“ Hälfte überwiegend sorbischsprachig. Die beiden Teile unterscheiden sich auch geringfügig hinsichtlich der Siedlungsgeographie. Allerdings verläuft die siedlungsgeographische Grenze nicht genau entlang der Notte, da einige von Dorfstruktur und Hufenzahl typisch slawische Dörfer auch nördlich/westlich der Notte liegen.

## Geschichte
Die territoriale Zugehörigkeit der Herrschaft Zossen war im Mittelalter unsicher und schwankte zwischen der Mark Brandenburg im Norden und der Mark Lausitz im Süden. Ab 1370 gehörte sie, wenn auch später nur noch formal zur Niederlausitz. Deshalb ist in diesem Zusammenhang auch die Geschichte der Niederlausitz von großer Bedeutung. Die (Nieder-)Lausitz war von 1046 bis 1117 und dann wieder von 1136 bis 1304 im Besitz der Markgrafen von Meißen aus dem Hause Wettin. Nach den Wirren des 14. Jahrhunderts wurde sie 1367/70 durch Kaiser Karl IV. an Böhmen angegliedert.
Der Kern der Herrschaft Zossen, die Burg auf einer Sandinsel in der Notte-Niederung, wurde vermutlich im ausgehenden 12. oder beginnenden 13. Jahrhundert an einem alten Verbindungsweg von Köpenick in die Lausitz zum Schutz des Notte-Übergangs errichtet. Wahrscheinlich knüpfte sie an eine slawische Vorgängerburg an, da die, allerdings erst sehr viel später fassbare Kirchenorganisation einer Burgwardorganisation gleicht. Über 20 Dörfer waren nach Zossen eingepfarrt und wurden von der dortigen Pfarre kuriert.
Die Herrschaft Zossen wird urkundlich erstmals 1347 fassbar mit der Nennung von Bernhard und Theodericus v. Torgau, Herren zu Zossen. Allerdings war bereits 1295 ein Theodericus v. Torgow Zeuge bei einer Transaktion des Markgrafen Otto, also vermutlich bereits ein Lehnsmann der Askanier. 1301 wollte Dietrich der Jüngere von Wettin die gesamte Lausitz an Erzbischof Burchard II. von Magdeburg verkaufen. Es kam zwar letztendlich nicht zu diesem Verkauf, aber die entsprechende Urkunde zählt die Burgen („castra“) auf, die damals in der Lausitz lagen. Die Burg Zossen und das ev. schon existente Städtlein („oppidum“) Zossen sind nicht darunter. Da nicht davon auszugehen ist, dass die Burg Zossen um 1300 noch gar nicht existierte, kann das nur bedeuten, dass die Herrschaft Zossen damals nicht (oder nicht mehr) im Besitz von Dietrich dem Jüngeren war. Es würde zum oben genannten Lehensverhältnis der Herren von Zossen unter der Markgrafschaft Brandenburg passen.
Die v. Torgow stammten ursprünglich aus dem wettinischen Machtbereich. 1217 wird Friedrich v. Torgow als Vasall des Markgrafen Dietrich von Meißen genannt. In Meißen blieb ein anderer Zweig der Familie zurück, der dort einflussreiche Posten einnahm. Es erscheint nicht unwahrscheinlich, dass die Herrschaft Zossen bereits vor 1300 im Besitz der Familie v. Torgow war, und diese Lehensleute der brandenburgischen Markgrafen waren. 1303 verkaufte Markgraf Dietrich IV. die Mark Lausitz an die brandenburgischen Markgrafen. Einigermaßen sicher ist die askanische Lehenshoheit deshalb vor 1320. Die Linie der brandenburgischen Askanier starb jedoch 1320 mit Heinrich II. aus. Die Mark Brandenburg fiel als erledigtes Lehen an seinen Onkel, Kaiser Ludwig den Bayern, der 1323 seinen Sohn Ludwig den Brandenburger mit der Mark Brandenburg belehnte. Auch die Mark Lausitz war damit lehensrechtlich an den Kaiser gefallen. Allerdings waren auch Teile der Mark Lausitz an Herzog Rudolf von Sachsen-Wittenberg und Heinrich I. von Jauer, Herzog von Jauer in Schlesien gekommen. Der Hauptteil der Mark Lausitz wurde von 1323 bis 1328 an die Markgrafen von Meißen verpfändet. 1347 gebot Ludwig der Brandenburger den Herren von Zossen dem Markgrafen Friedrich von Meißen zu huldigen. 1350 wurde der brandenburgische Markgraf Ludwig I. vom Gegenpapst Clemens VII. exkommuniziert. Dies betraf auch seine Vasallen „Bernhardum.Theodorum et Fredericum dictos de Torgou dominos de Zosna“. 1351 dankte Ludwig I. der Brandenburger zugunsten seines Halbbruders Ludwig II., („der Römer“) ab. 1353 verpfändete Ludwig II. der Römer die Mark Lausitz an Markgraf Friedrich III. von Meißen. In dieser Urkunde war unklar, ob die Herrschaft zur Mark Brandenburg oder zur Mark Lausitz gehörte. 1367 verkaufte der brandenburgische Kurfürst Otto V. („der Faule“) die Mark Lausitz an den römisch-deutschen Kaiser Karl IV., der sie an Böhmen anschloss. 1375 verzeichnete das Landbuch Karls IV. die Herrschaft Zossen allerdings weiterhin als Lehen der brandenburgischen Markgrafen; Zossen und die Herrschaft Zossen gehörten zum Teltow. Die zugehörigen Dörfer wurden jedoch nicht beschrieben. 1411 gelobte der böhmische König (und römisch-deutsche König) Wenzel den lausitzischen Ständen, dass das Land Lausitz „von der Krone Böhmen nicht geschieden werden solle.“ Dies wird den lausitzischen Ständen 1414 von König (und dem römisch-deutschen Kaiser) Sigismund erneut bestätigt. Unter den lausitzischen Ständen ist auch Hans v. Torgau, Herr von Zossen aufgeführt. Die Herren von Zossen erscheinen bis 1449 regelmäßig in der Herrenlisten der Ständevertretung der Lausitz. Die Herrschaft Zossen gehörte damit formal zur Lausitz (und damit zu Böhmen), auch wenn sich die Zugehörigkeit infolge der Lehensabhängigkeit der Herren von Zossen von den brandenburgischen Markgrafen real anders gestaltete. Die Lehenshoheit der böhmischen Krone über die Lausitz und damit die Herrschaft Zossen blieb formal bis 1742 bestehen.
Die Familie v. Torgow blieb bis 1472 im Besitz der Herrschaft Zossen als Lehensleute der brandenburgischen Markgrafen, allerdings unter der Lehensoberhoheit der böhmischen Krone. 1373 ist ein Hans v. Torgau Herr zu Zossen. 1375 hatte dieser Hans v. Torgow die Bede von allen Hufen in Rangsdorf vom brandenburgischen Markgrafen zu Lehen. Vermutlich war es noch dieser Hans v. Torgow, der 1414 von Friedrich dem I. eingesetzter Richter in einem Felonieprozess gegen Werner von Holzendorf war. 1426 wird ein Hans v. Torgau (jung) Herr zu Zossen genannt. 1462 werden Bernd und Hans v. Torgau, Herren zu Zossen, von Friedrich II. mit Genshagen, Löwenbruch, Kerzendorf, Damsdorf, Steglitz, Kleinbeeren, Rangsdorf, Wirichsdorf und vier Hufen zu Groß Machnow, dem Holz Lomen, die große Wiese und einen See genannt Vehlen (= Rangsdorfer See) sowie sechs Malter Salz Jahreszins aus dem Berliner Zoll belehnt. 1477 verpfändete Bernhard v. Torgau, Herr zu Zossen die Hälfte von Wietstock. Vermutlich war sein Bruder Hans bereits vorher ohne Erben gestorben. 1478 starb auch Bernhard v. Torgow. Zunächst erhielt Bothe v. Ileburg die Anwartschaft auf die Herrschaft Zossen. Im gleichen Jahr wurde jedoch Georg v. Stein von Wladislaw, König von Böhmen mit der Herrschaft Zossen belehnt. Georg v. Stein verkaufte die Herrschaft 1490 um 16000 rheinische Taler an den brandenburgischen Kurfürsten Johann Cicero. Der böhmische König bestätigte den Verkauf 1493, behielt sich jedoch das Wiederkaufsrecht vor. Er verzichtet aber gleichzeitig zu Lebzeiten von Johann Cicero von diesem Wiederkaufsrecht Gebrauch zu machen. Zwei Dörfer, Jachzenbrück (später Lindenbrück) und Fernneuendorf waren 1476 von den v. Torgaus an die Familie v. Schlieben, Inhaber der Herrschaft Baruth auf Wiederkauf verpfändet worden. Sie wurden 1496 wieder zurückgekauft. In einer Urkunde von 1491 ist erstmals vom Amt Zossen die Rede. Die Herrschaft wurde von einem vom brandenburgischen Kurfürsten eingesetzten Amtmann verwaltet. 1515 überließ König Wladislaw die Rechte an Zossen, ausgenommen die Lehenshoheit seinem Kanzler Ladislaw v. Sternberg. Dieser verkaufte 1516 das Wiederkaufsrecht für 7500 Gulden an den brandenburgischen Kurfürsten Joachim I. Dieser setzte einen Lehenträger ein, Hans v. Pannewitz, der noch 1516 bestätigt wurde. 1583 wurden sämtliche Hufen in den Dörfern und der Stadt Zossen nach dem Erbregister des Amts Zossen beschrieben. Als sich Anfang des 17. Jahrhunderts die Kreisverfassung der Mark Brandenburg herausbildete, kamen die Herrschaften Zossen und Teupitz sowie die kurfürstliche Herrschaft Wusterhausen und die Vogtei Trebbin zum Kreis Teltow. Allerdings bürgerte sich für die alte Landschaft (= Hoher Teltow) der Begriff „Hauptkreis“ ein, für die späteren hinzugekommenen Gebiete der Begriff „Ämterkreis“.

## Die Amtmänner des Amtes Zossen
Nachdem der brandenburgische Kurfürst Johann Cicero 1490 die Herrschaft Zossen übernommen hatte, setzte er zur Verwaltung einen Amtmann ein. Die Namen der Amtsleute und deren Amtszeiten sind nur unvollständig bekannt.
- 1490 Georg v. Quast
- 1491–1493 Dr. Johann Staufmel
- 1493–1495 Georg Flanß
- 1495–1501 Dietrich Flanß (Bruder des obigen Georg Flanß)
- 1501 Melchior von Pfuel
- 1512 Hans Bernfelde
- 1519 Hans Peitz
- 1536–1568 Eustachius von Schlieben († 1568)
- 1568 Wolff v. Kloster
- 1599 Wedigo Gans zu Putlitz, Hauptmann der Ämter Zossen und Trebbin[10]
- bis 1601 Ludwig v.d. Gröben († 1601)
- 1609 Ernst v d. Gröben
- 1616 Joachim Rüdiger v. d. Goltz
- bis 1635 Lewin v. d. Knesebeck († 1635)
- 1641 Hans v. Waldow
- 1676 v. d. Goltz
- v. Kalenberg
- bis 1683 Friedrich Rudolph Ludwig von Canitz[11]
- bis 1693 Philipp Ernst v. Mandelsloh († 1693)
- 1710 Christoph v. Barleben
- 1728 Lewin v. Thümen

## Kirchliche Zugehörigkeit
Die Herrschaft Zossen bildete im Mittelalter eine eigene Propstei, die zum Bistum Meißen gehörte, ein klarer Hinweis auf die ursprüngliche Zugehörigkeit der Herrschaft zum wettinischen Machtbereich. Das Gebiet ist dadurch gekennzeichnet, dass viele Dörfer der Herrschaft keine eigenen Kirchen hatten, sondern nach Zossen inkorporiert waren. Zur Propstei gehörten 1495 noch vier Dörfer (Thyrow, Kerzendorf, Löwenbruch und Genshagen), die später nicht (mehr) zur eigentlichen Herrschaft Zossen gehörten, oder wahrscheinlich auch schon ursprünglich nicht zur Herrschaft gehörten. Sie wurden später als „brandenburgische Lehen“ der Herren von Zossen bezeichnet bzw. kamen in anderen Besitz.

## Siedlungsstrukturen
Die Herrschaft Zossen besteht siedlungsgeographisch aus zwei etwas unterschiedlichen Gebieten, wie dies bereits von Oskar Liebchen 1941 erkannt und ausgeführt wurde. Das Gebiet im nordwestlichen und westlichen Teil der Herrschaft ist durch einige relativ große Dörfer mit hohen Hufenzahlen charakterisiert, die ursprünglich auch Kirchdörfer waren. Das Gebiet südlich und östlich der Notte und einige wenige Dörfer unmittelbar nördlich der Notte (z. B. Dergischow/Horstfelde, Dabendorf, Telz, Nächst Neuendorf) zeichnet sich durch kleine Dörfer mit geringen Hufenzahlen aus, die keine Kirchen besitzen (oder erst neuzeitlich eine Kirche bekamen) und ursprünglich alle nach Zossen inkorporiert waren. Letztere Dörfer sind nach ihrer Dorfstruktur überwiegend Rund- oder Sackgassendörfer. Dies deutet darauf hin, dass der kleine Teil der Herrschaft auf dem Hohen Teltow in slawischer Zeit noch dünn besiedelt oder unbesiedelt war und erst durch die deutsche Kolonisation des 12./13. Jahrhunderts erschlossen wurde, wobei wohl auch kleine slawische Siedlungen aufgelöst und in die großen deutschen Kolonistendörfer integriert wurden. So haben einige Dörfer mit großer Hufenzahl und Plansiedlungscharakter (Angerdorf/Straßendorf) in diesem Bereich der Herrschaft slawische Namen oder slawisch-deutsche Mischnamen (z. B. Glienick, Nunsdorf). Umgekehrt hat Gadsdorf einen slawisch-deutschen Mischnamen bei geringer Hufenzahl und slawischer Dorfform (Runddorf). Zu bemerken ist in diesem Zusammenhang, dass nach heutigem Stand der Forschung das Runddorf (oder Rundling) nicht mehr als typisch slawische Dorfform gilt, sondern wahrscheinlich eine Siedlungsform der frühen deutschen Ostsiedlung ist, die in der Durchdringungszone der slawischen und deutschen Siedler anzutreffen ist, also im Grunde eine (andere) Form der Plansiedlung ist. Die vielen deutschen Namen, oder auch slawisch-deutsche Mischnamen für die Rundlingsdörfer der Herrschaft Zossen deuten ebenfalls in diese Richtung. Der Flurname Alt-Schöneiche (bei Schöneiche) deutet z. B. darauf hin, dass hier ein altes slawisches Dorf zugunsten eines neuen Dorfes in Rundlingsform aufgegeben wurde, das zudem einen deutschen Namen erhielt. Der ursprüngliche slawische Name ist nicht bekannt.
Nach der Struktur der Gemarkungsgrenzen dürfte die Besiedlung bzw. Umstrukturierung der Dörfer im nordwestlichen und westlichen Teil der Herrschaft Zossen jedoch von den Herren von Zossen ausgegangen sein. In diesem Teil besitzen nur Groß Schulzendorf und evtl. Glienick (Stein-)Kirchen aus dem 13./14. Jahrhundert. Die anderen großen Orte der deutschen Seite besaßen wohl nur Holzkirchen, zumindest haben Wietstock, Christinendorf, Nunsdorf, Märkisch Wilmersdorf, Schünow und Lüdersdorf Kirchengebäude deutlich jüngeren Datums. Andererseits besaßen 1495 auf der „slawischen Seite“ auch Motzen, Sperenberg, Wünsdorf und Schöneweide Kirchen. Aber auch auf der slawischen Seite besitzen etliche Orte ohne Kirchen mit slawischer Dorfstruktur und geringen Hufenzahlen deutsche Namen (Klausdorf, Rehagen, Schöneiche, Schöneweide, Kummersdorf und die beiden Neuendorf (Fern- und Nächst Neuendorf)) oder deutsch-slawische Mischnamen (Dabendorf, Jachzenbrück, Nächst- und Fern-Wünsdorf und Zehrensdorf).